# Fai come ti pare (singolo)
Fai come ti pare è un singolo del cantante italiano Max Pezzali, pubblicato nel 2005 come terzo estratto da Il mondo insieme a te.

## Descrizione
Il singolo è stato scritto e cantato da Max Pezzali e prodotto da Marco Guarnerio e Pierpaolo Peroni. È stato pubblicato come terzo singolo estratto da Il mondo insieme a te, primo album solista del cantante pavese, ed è contenuto anche in TuttoMax dove il brano appare, in un breve frangente, alterato.  
Il videoclip, diretto da Gaetano Morbioli, rappresenta Max Pezzali impegnato in varie fasi di una sua ipotetica elezione a presidente. Nel video appaiono anche il chitarrista Paolo Carta e il conduttore e giornalista Pierluigi Diaco. Il video della canzone è stato premiato al Premio Roma Videoclip.

## Tracce
1. Fai come ti pare – 3:40
2. Fai come ti pare (Radio Edit) – 3:21

## Formazione
- Max Pezzali - voce
- Marco Guarnerio - basso, chitarra, cori, pianoforte, tastiera
- Mario Zapparoli - batteria
- Paolo Carta - chitarra
- Fabrizio Frigeni - chitarra
- Claudio Guidetti - chitarra, pianoforte
- Martina Marinucci - cori